# Scottish FA Cup 1907/08
Der Scottish FA Cup wurde 1907/08 zum 35. Mal ausgespielt. Der wichtigste schottische Fußball-Pokalwettbewerb, der vom Schottischen Fußballverband geleitet und ausgetragen wurde, begann am 18. Januar 1908 und endete mit dem Finale am 18. April 1908 im Hampden Park von Glasgow. Als Titelverteidiger startete Celtic Glasgow in den Wettbewerb. Im Finale des letzten Jahres hatten sich die Bhoys mit einem 3:0-Sieg gegen Heart of Midlothian durchgesetzt, und den fünften Titel nach 1892, 1899, 1900 und 1904 gewonnen. Im diesjährigen Endspiel um den Schottischen Pokal stand erneut Celtic, das gegen den FC St. Mirren spielte. Die Saints aus Paisley zogen zum ersten Mal in der Vereinsgeschichte in das Endspiel ein. Für Celtic war es die elfte Finalteilnahme seit deren erster im Jahr 1889. Durch einen 5:1-Sieg im Endspiel gewann Celtic den sechsten Scottish FA Cup in der Vereinsgeschichte und verringerte somit weiter den Abstand zum Rekordsieger des Wettbewerbs, dem FC Queen’s Park mit zehn Erfolgen. Celtic gewann in derselben Saison auch die schottische Meisterschaft und somit das Double.

## 1. Runde
Ausgetragen wurden die Begegnungen am 18. und 25. Januar 1908. Die Wiederholungsspiele fanden am 1. und 5. Februar 1908 statt.
|                       | Ergebnis |                      |
| --------------------- | -------- | -------------------- |
| FC Aberdeen           | 3:0      | Albion Rovers        |
| Airdrieonians FC      | 0:1      | FC Dundee            |
| Celtic Glasgow        | 4:0      | Peebles Rovers       |
| FC Dumfries           | 0:4      | FC Motherwell        |
| FC Dunblane           | 8:3      | Elgin City           |
| FC Falkirk            | 2:2      | Glasgow Rangers      |
| FC Galston            | 6:0      | FC Uphall            |
| Heart of Midlothian   | 4:1      | FC St. Johnstone     |
| Hibernian Edinburgh   | 5:0      | FC Abercorn          |
| FC Kilmarnock         | 2:1      | Hamilton Academical  |
| Greenock Morton       | 7:0      | FC Vale of Atholl    |
| Partick Thistle       | 4:0      | Bo’ness United       |
| Port Glasgow Athletic | 7:2      | FC Ayr Parkhouse     |
| Raith Rovers          | 2:0      | FC Inverness Thistle |
| FC St. Bernard’s      | 1:1      | FC Queen’s Park      |
| FC St. Mirren         | 3:1      | Third Lanark         |

### Wiederholungsspiele
|                 | Ergebnis |                  |
| --------------- | -------- | ---------------- |
| FC Queen’s Park | 1:1      | FC St. Bernard’s |
| Glasgow Rangers | 4:1      | FC Falkirk       |

### 2. Wiederholungsspiel
|                 | Ergebnis |                  |
| --------------- | -------- | ---------------- |
| FC Queen’s Park | *1:0 *   | FC St. Bernard’s |

## Achtelfinale
Ausgetragen wurden die Begegnungen am 8. Februar 1908. Die Wiederholungsspiele fanden am 15. und 19. Februar 1908 statt.
|                     | Ergebnis |                       |
| ------------------- | -------- | --------------------- |
| FC Aberdeen         | 0:0      | FC Dundee             |
| Heart of Midlothian | 4:0      | Port Glasgow Athletic |
| Hibernian Edinburgh | 3:0      | Greenock Morton       |
| FC Kilmarnock       | 3:0      | FC Dunblane           |
| FC Motherwell       | 2:2      | FC St. Mirren         |
| Partick Thistle     | 1:1      | Raith Rovers          |
| FC Queen’s Park     | 6:2      | FC Galston            |
| Glasgow Rangers     | 1:2      | Celtic Glasgow        |

### Wiederholungsspiele
|               | Ergebnis |                 |
| ------------- | -------- | --------------- |
| FC Dundee     | 2:2      | FC Aberdeen     |
| Raith Rovers  | 2:1      | Partick Thistle |
| FC St. Mirren | 2:0      | FC Motherwell   |

### 2. Wiederholungsspiel
|             | Ergebnis |           |
| ----------- | -------- | --------- |
| FC Aberdeen | *3:1 *   | FC Dundee |

## Viertelfinale
Ausgetragen wurden die Begegnungen zwischen dem 22. Februar 1908. Das abgebrochene Spiel wurde am 21. März 1908 wiederholt.
|                     | Ergebnis |                     |
| ------------------- | -------- | ------------------- |
| FC Aberdeen         | 3:1      | FC Queen’s Park     |
| Hibernian Edinburgh | 0:1      | FC Kilmarnock       |
| Raith Rovers        | 0:3      | Celtic Glasgow      |
| FC St. Mirren       | *1:0 *   | Heart of Midlothian |

### Wiederholungsspiel
|               | Ergebnis |                     |
| ------------- | -------- | ------------------- |
| FC St. Mirren | 3:1      | Heart of Midlothian |

## Halbfinale
Ausgetragen wurden die Begegnungen am 21. und 28. März 1908. Das Wiederholungsspiel fand am 11. April 1908 statt.
|               | Ergebnis |                |
| ------------- | -------- | -------------- |
| FC Aberdeen   | 0:1      | Celtic Glasgow |
| FC Kilmarnock | 0:0      | FC St. Mirren  |

### Wiederholungsspiel
|               | Ergebnis |               |
| ------------- | -------- | ------------- |
| FC St. Mirren | 2:0      | FC Kilmarnock |

## Finale
| Celtic Glasgow                           | Celtic Glasgow | FC St. Mirren | FC St. Mirren |
| ---------------------------------------- | --- | --- | ------------- |
| Celtic Glasgow                           | \| Finale \| \| 18. April 1908 in Glasgow (Hampden Park) \| \| Ergebnis: 5:1 (2:0) \| \| Zuschauer: 58.000 \| \| Schiedsrichter: n. b. \| \| Spielbericht \|                   | \| Finale \| \| 18. April 1908 in Glasgow (Hampden Park) \| \| Ergebnis: 5:1 (2:0) \| \| Zuschauer: 58.000 \| \| Schiedsrichter: n. b. \| \| Spielbericht \|                                  | FC St. Mirren |
| Celtic Glasgow                           | Davie Adams – Alec McNair, Jimmy Weir, James Young, Jimmy Hay, Willie Loney, Alec Bennett, Jimmy McMenemy, Jimmy Quinn, Peter Somers, Davie Hamilton Cheftrainer: Willie Maley | James Grant – Dan Gordon, David White, William Key, Robert Robertson, Frank McAvoy, Harry Clements, James Cunningham, David Wyllie, Thomas Paton, Andrew Anderson Cheftrainer: John McCartney | FC St. Mirren |
| Celtic Glasgow                           | Alec Bennett Jimmy Quinn Davie Hamilton Peter Somers | James Cunningham | FC St. Mirren |
| Finale                                   | | |               |
| 18. April 1908 in Glasgow (Hampden Park) | | |               |
| Ergebnis: 5:1 (2:0)                      | | |               |
| Zuschauer: 58.000                        | | |               |
| Schiedsrichter: n. b.                    | | |               |
| Spielbericht                             | | |               |